# سیزده (آلبوم مگادث)
سیزده (به انگلیسی: Thirteen) سیزدهمین آلبوم استودیویی گروه ترش متال آمریکایی مگادث است. این آلبوم نخست در ژاپن در ۲۷ اکتبر ۲۰۱۱ و در سراسر جهان در ۱ نوامبر ۲۰۱۱ منتشر شد. این اولین آلبوم استودیویی مگادث از زمان جهان نیازمند قهرمان است (۲۰۰۱) با حضور نوازنده بیس و عضو مؤسس گروه دیوید الفسن است که در سال ۲۰۱۰ به گروه بازگشت. این آلبوم با فروش ۴۲٫۰۰۰ نسخه در هفته نخست به جایگاه ۱۱ بیلبورد ۲۰۰ رسید. این آلبوم در چندین بازار دیگر نیز به جایگاه ۲۰ آلبوم برتر راه یافت. این آلبوم تا دسامبر ۲۰۱۲ حدود ۱۲۰٫۰۰۰ نسخه در ایالات متحده فروخته و نقدهای عموماً مثبتی از منتقدان دریافت کرده است.